# Elnes Bolling Jr.
Elnes Haroldo Bolling (Concepción del Uruguay, Entre Ríos, 27 de abril de 1991), conocido como Elnes Bolling Jr., es un baloncestista argentino que juega en la posición de alero.

## Trayectoria
Bolling empezó a jugar al baloncesto en el Club Social, Cultural y Deportivo Almafuerte, haciéndolo luego en el Club Parque Sur, ambos de su ciudad natal. Durante su adolescencia pasó por las filas de Boca Juniors y Estudiantes de Bahía Blanca.
Su carrera como profesional la desarrolló mayormente en equipos de la segunda y tercera categoría del baloncesto profesional de su país, teniendo la oportunidad de jugar en la Liga Nacional de Básquet en 2020, cuando disputó 8 partidos en Libertad de Sunchales como sustituto temporario de Mauricio Corzo. Posteriormente tuvo un fugaz paso por la Liga Boliviana de Básquetbol como ficha extranjera de Amistad de Sucre. 
En agosto de 2021 regresó a Parque Sur. Tras jugar la temporada 2021-22, se alejó de las canchas durante varios meses, reincorporándose al equipo para disputar el Torneo Pre-Federal de Entre Ríos de 2023, clasificatorio para la La Liga Federal. 

### Clubes
| Club                          | País      | Año         |
| ----------------------------- | --------- | ----------- |
| Atlético Río Tercero          | Argentina | 2009 - 2010 |
| El Chorrillero                | Argentina | 2010 - 2012 |
| Sociedad Española de San Luis | Argentina | 2012 - 2014 |
| GEPU-Española                 | Argentina | 2014 - 2015 |
| Ciclista de Junín             | Argentina | 2015 - 2016 |
| Parque Sur                    | Argentina | 2016 - 2019 |
| Gimnasia y Esgrima La Plata   | Argentina | 2019 - 2020 |
| Libertad de Sunchales         | Argentina | 2020        |
| Estudiantes de Olavarría      | Argentina | 2021        |
| Amistad de Sucre              | Bolivia   | 2021        |
| Parque Sur                    | Argentina | 2021 - 2024 |

## Vida privada
Bolling es afroargentino. Es hijo de Elnes Bolling Sr., un ex-baloncestista profesional virgenense estadounidense que jugó en varios equipo de la Liga Nacional de Básquet. Una de sus hermanas, Joana Bolling, es jugadora profesional de balonmano y miembro de la selección femenina de balonmano de Argentina.